# Murarátka, Zala
Murarátka  este un sat în districtul Letenye, județul Zala, Ungaria, având o populație de 259 de locuitori (2011). 

## Demografie
Componența etnică a satului Murarátka
     Maghiari (79,94%)
     Romi (17,83%)
     Croați (2,23%)
Componența confesională a satului Murarátka
     Romano-catolici (74,9%)
     Fără religie (6,56%)
     Necunoscută (18,53%)
Conform recensământului din 2011, satul Murarátka avea 259 de locuitori. Din punct de vedere etnic, majoritatea locuitorilor (79,94%) erau maghiari, existând și minorități de romi (17,83%) și croați (2,23%).  Din punct de vedere confesional, majoritatea locuitorilor (74,9%) erau romano-catolici, cu o minoritate de persoane fără religie (6,56%). Pentru 18,53% din locuitori nu este cunoscută apartenența confesională.